# Glasnevin
Glasnevin (iriska: Glas Naíon) är en stadsdel i Irlands huvudstad Dublin. Antalet invånare är 3 633.